# إعدام جائر
يعد الإعدام الجائر من أشكال إخفاق العدالة ويحدث عند الحكم على شخص بريء بعقوبة الإعدام. وقد أعلن الكثيرون أن هناك ضحايا أبرياء لعقوبة الإعدام. وصرح البعض أن حوالي 39 حكم إعدام تم تنفيذه في الولايات المتحدة وسط وجود أدلة قوية على البراءة أو الشك الجاد في الذنب. وقد أتاح استخدام دليل الحمض النووي مؤخرًا تبرئة أكثر من 15 سجين كانوا محتجزين في زنزانة الإعدام منذ 1992 في الولايات المتحدة، لكن دليل الحمض النووي يكون متاحًا فقط في حالات قليلة من الجرائم الكبرى. وفي المملكة المتحدة، أدت المراجعات التي قامت بها لجنة مراجعة القضايا الجنائية إلى حالة عفو واحدة وثلاث حالات تبرئة والتعويض المالي بشأن الأفراد الذين تم إعدامهم ما بين عامي 1950 و1953، عندما كان متوسط معدل الإعدام في إنجلترا وويلز 17 حالة في العام.